# Dimitrie Ghica
Dimitrie Ghica (Bucarest, 31 maggio 1816 – Bucarest, 15 febbraio 1897) è stato un politico rumeno.
Membro di spicco del partito conservatore rumeno, fu eletto deputato nel 1850. Grazie ai favori del principe Alexandru Ioan Cuza, fu nominato nel 1859 domnitor di Moldavia, per poi ricoprire la carica di primo ministro della Romania dal 1868 al 1870.
Durante la sua lunga carriera politica fu inoltre Ministro dell'interno, ministro degli Esteri, presidente del senato e presidente della camera, oltre che sovrintendente degli ospedali rumeni.